# Orientalische Briefe

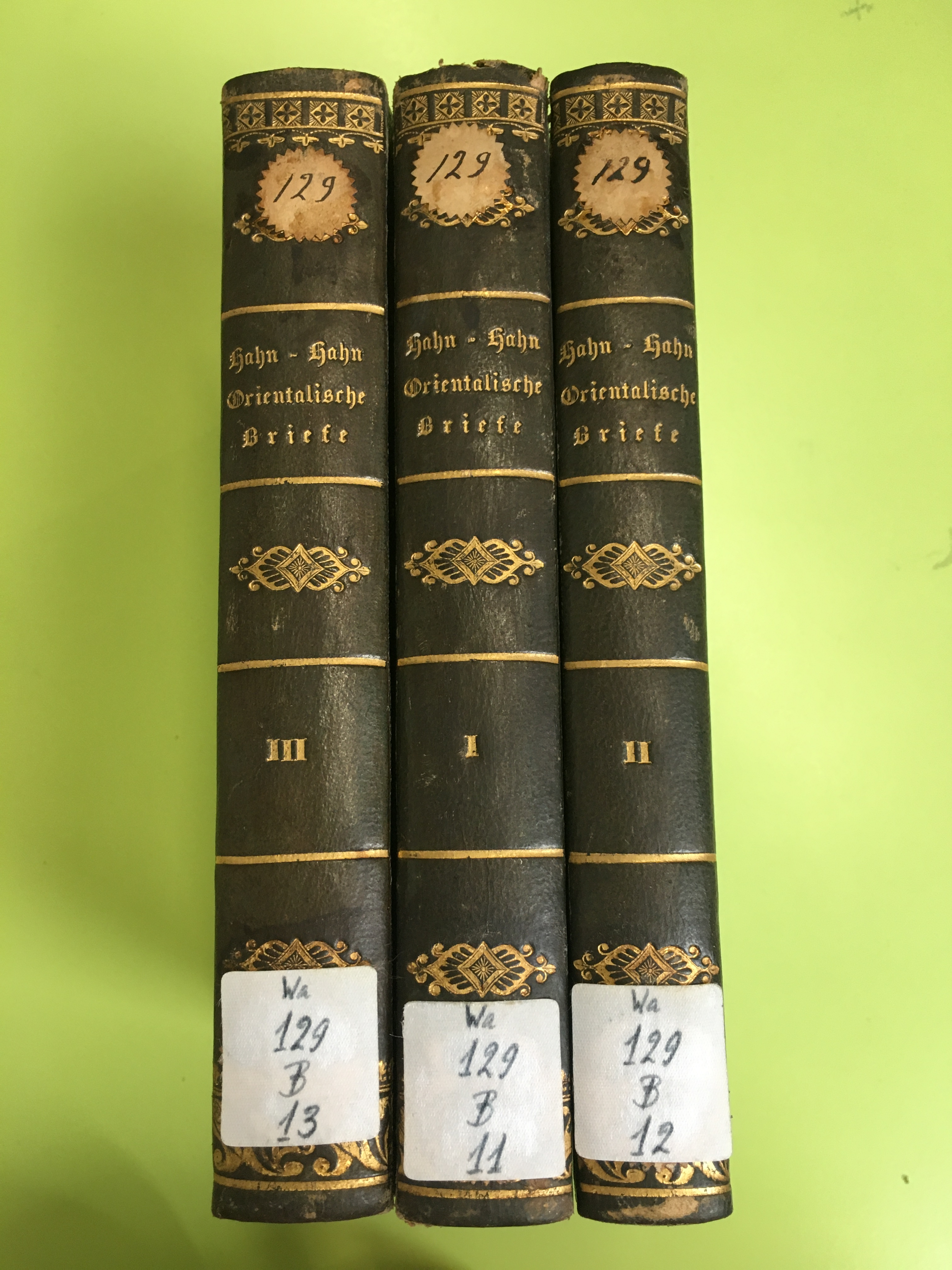

Orientalische Briefe ist ein 1844 erschienener Bericht der deutschen Schriftstellerin Ida Hahn-Hahn über eine Reise in den Nahen Osten. Der dreibändige Reisebericht wurde im Verlag Alexander Duncker veröffentlicht. Die Reise, zusammen mit ihrem Reise- und Lebensgefährten Adolf Freiherr von Bystram, dauerte acht Monate von August 1843 bis April 1844.

## Hintergrund
Der Orient war zentrales Thema und Sehnsuchtsort in Literatur und Kunst des 19. Jahrhunderts. Der Orient war auch ein beliebtes Reiseziel für Europäer des 19. Jahrhunderts, was die vielen Reiseberichte belegen. Neben vielen männlichen Reiseschriftstellern, machen sich zunehmend auch Frauen auf, um in den Nahen Osten zu reisen. Das 19. Jahrhundert wird als „goldenes Zeitalter des Reisens und der Reiseliteratur von Frauen“ bezeichnet. Frauen sahen im Reisen eine Möglichkeit für ein selbstbestimmteres Leben abseits der Restriktionen ihrer Heimat. Auch Ida Hahn-Hahn ist eine der wenigen deutschen Frauen, die von dem Orient fasziniert in den Nahen Osten reiste und dies in ihrem Werk Orientalische Briefe festhielt.
Ida Hahn-Hahn war bereits vor ihren Reisen eine erfolgreiche Autorin, unter anderem durch ihren populären Roman Gräfin Faustine. Sie war bereits vor der Veröffentlichung der Orientalische Briefe durch ihre Reiseberichte von ihren Reisen in die Schweiz (1835), nach Italien (1838–1839), Frankreich (1840), Spanien (1840) und Skandinavien (1842) eine der bekanntesten deutschen Reiseschriftstellerinnen.
Ida Hahn-Hahns Motivation für die Orientreise war eine Mischung aus Fernweh, Neugier und dem Interesse, den Ursprung der großen Zivilisationen der Menschheitsgeschichte zu entdecken. Sie schreibt „Bald nun werde ich wissen, wie der Orient sich im Auge einer Tochter des Okzident abspiegelt“. Sie schreibt, dass der Hauptgrund, um diese Reise zu unternehmen, das Sammeln der Briefe aus dem Orient sei. Dies exemplifiziert, dass das Schreiben und Veröffentlichen eines Buches von Anfang an geplant und der Ansporn für diese Reise war.

## Inhalt
Orientalische Briefe sind die Briefe von Ida Hahn-Hahn an ihre Mutter, ihren Vater, ihre Schwestern und an eine Freundin. Die Reise startet im August 1843 in Dresden. Die erste Station ist Wien, von dort aus geht es nach Konstantinopel. Konstantinopel ist der erste längere Aufenthalt der Reise. Daraufhin reist sie nach Smyrna, Beirut, Damaskus, wieder Beirut, Karmel, Jerusalem, Gaza, Kairo, Denderah, Assuan, Wadi Halfa und zum Abschluss wieder Kairo.
Ida Hahn-Hahn beschreibt in ihren Briefen ihre Eindrücke und ihre Begegnungen mit Einheimischen und anderen Reisenden sowie Städte auch ländliche Zwischenstopps. Am Ende ihrer Reise berichtet sie fasziniert von den Pyramiden von Gizeh. Sie beschreibt Ägypten positiv: „Kairo, nur Kairo, ist in meinen Augen die echt orientalische Stadt, mit ihren Formen und Anlagen und die Bilder aus Tausend und einer Nacht erinnernd“. Im Gegensatz dazu empfand sie z. B. Konstantinopel und Damaskus als dreckig und laut. Zu Beginn des Buches schreibt sie, sie wolle die orientalische Schönheit finden, verweist im Laufe des Buches allerdings vor allem auf die mangelnde Schönheit der „orientalischen Frauen“. Ebenfalls besucht sie Plätze, die nur Frauen zugänglich waren, wie ein türkisches Bad und einen Harem. Ausführlich gibt sie Zeugnis von einem Sklavinnenmarkt sowie von einer jüdischen Gesellschaft in Damaskus.

## Rezeption und Kritik
Orientalische Briefe wurde in viele Sprachen übersetzt, unter anderem schon 1845 unter dem Namen Letters From the Orient ins Englische. Es erlangte europaweit Aufmerksamkeit. Die Einnahmen aus der Publikation von Orientalische Briefe machten sie zu einer der bestverdienenden Autorinnen der Biedermeierzeit. Dennoch war die Rezeption in der Gesellschaft, sowie unter Literaturkritikern gespalten. Anfang des 20. Jahrhunderts bekam Orientalische Briefe immer mehr Aufmerksamkeit, während ihre anderen, fiktiven Werke weiter in Vergessenheit gerieten.
Unter heutigen postkolonialen Gesichtspunkten, werden Ida Hahn-Hahns Darstellungen und rassistische Äußerungen über Menschen des Nahen Ostens und ihre Kontribution zu Orientalismus in Orientalische Briefe kritisiert. Sie bezeichnete Türken als faul, willenlos und hässlich. Speziell ihre Darstellung von „orientalischen“ Frauen wird als rassistisch und abwertend interpretiert. Postkoloniale Forschende argumentieren, dass westliche Reiseschriftstellerinnen durch ihre abwertende Berichterstattung über nichtwestliche Frauen ihre eigene Position und Identität als Frau in der patriarchalen Welt des 19. Jahrhunderts aufwerten konnten. Ihre entmenschlichenden und stereotypischen Darstellungen von Schwarzen Sklavinnen im Gegensatz zu Weißen Sklavinnen auf einem Sklavenmarkt zeigt ihre rassistische Haltung.